# Розанов, Вадим Леонтьевич
Вадим Леонтьевич Розанов (род. 6 октября 1930) — советский дипломат.
С 22 июля 1987 по 21 марта 1991 года занимал должность чрезвычайного и полномочного посла СССР в Коста-Рике.
В соавторстве с И. А. Павленко автор книги «Их именами названы премии и стипендии МГИМО-университета». М. МГИМО(У). 2003.